# 李鹏 (乒乓球运动员)
李鹏（1955年—），中国男子乒乓球运动员。 沈阳人，1974年入选国家队。。曾代表中国获得1975年世界乒乓球锦标赛男子团体金牌。他也在1976年亚洲乒乓球锦标赛上获得男子团体金牌。